# Hemieuxoa inuitica
Hemieuxoa inuitica är en fjärilsart som beskrevs av Lafontaine och Reinhold Friedrich Hensel. Hemieuxoa inuitica ingår i släktet Hemieuxoa och familjen nattflyn. Inga underarter finns listade i Catalogue of Life.